# Horace Sébastiani
Horace François Bastien Sébastiani (ur. 17 listopada 1772 w Porta na Korsyce, zm. 20 lipca 1851 w Paryżu) – francuski wojskowy, dyplomata i polityk; generał dywizji, marszałek Francji, par Francji, piastował również urząd ministra spraw zagranicznych Francji (od 17 listopada 1830 do 11 października 1832).
W czasie powstania listopadowego wykazał obojętność wobec polskich dążeń niepodległościowych. Porządek panuje w Warszawie – stwierdził 16 września 1831 jako minister spraw zagranicznych informując Izbę Deputowanych o zdobyciu Warszawy przez Rosjan. 

## Odznaczenia
- Krzyż Wielki Legii Honorowej